# Venice (Illinois)
Venice város az USA Illinois államában, Madison megyében. Lakosainak száma 1498 fő (2020. április 1.).

## Népesség
A település népességének változása:

| 2010 | 1 890 |
| 2020 | 1 498 |